# Ermin Zec
Ermin Zec (* 18. Februar 1988 in Bugojno) ist ein bosnisch-herzegowinischer Fußballspieler. Seine bevorzugte Position ist der Sturm.

## Karriere

### Verein
In seiner Jugend spielte Ermin Zec für NK Iskra Bugojno, einem Verein aus seiner Geburtsstadt Bugojno. Zu Beginn der Saison 2007/08 wechselte er für 10.000 Euro zu HNK Šibenik, für die er in der Hrvatska Nogometna Liga spielte.
Am 21. Juli 2007 kam er beim Spiel gegen Dinamo Zagreb zu seinem ersten Profieinsatz und am 4. August desselben Jahres erzielte er im Spiel gegen NK Zadar sein erstes Tor. In seiner ersten Saison in Šibenik absolvierte Zec 30 Spiele und traf dabei sieben Mal. In der Saison 2008/09 war er mit 14 Toren in 27 Spielen der drittbeste Torschütze der kroatischen Liga. In seiner dritten Saison erzielte er in 22 Spielen elf Tore.
Zur Saison 2010/11 wechselte Ermin Zec zu Gençlerbirliği Ankara, wo er einen Vierjahresvertrag unterschrieb. Der türkische Erstligist zahlte 2,2 Mio. Euro Ablöse nach Šibenik.
Im Sommer 2014 wechselte er zum kroatischen Klub HNK Rijeka. Zur Winterpause 2014/15 kehrte er in die türkische Süper Lig zurück und heuerte bei Balıkesirspor an. Nachdem er mit diesem Klub am Saisonende abgestiegen war, wechselte er zur neuen Saison zu aserbaidschanischen Verein FK Qəbələ. Bereits zum Sommer 2016 kehrte er mit seinem Wechsel zum Erstligisten Kardemir Karabükspor wieder in die Türkei zurück. Ab der Saison 2017/18 setzte er seine Karriere beim türkischen Zweitligisten Gazişehir Gaziantep FK fort.

### Nationalmannschaft
Zec absolvierte fünf Länderspiele für die bosnisch-herzegowinische U-21-Nationalmannschaft, konnte sich mit seinem Team jedoch nicht für die U-21-Fußball-Europameisterschaft 2009 qualifizieren. Am 19. November 2008 absolvierte er sein erstes Spiel für die bosnisch-herzegowinische Fußballnationalmannschaft, als er beim Spiel gegen Slowenien eingewechselt wurde. Am 29. Mai 2010 erzielte Zec beim Spiel gegen Schweden sein erstes Tor im Dress der A-Mannschaft.

## Erfolge
In der Saison 2009/10 spielte Ermin Zec mit dem HNK Šibenik im kroatischen Pokalfinale gegen Hajduk Split. Beide Finalspiele konnte Hajduk Split gewinnen – 2:1 und 0:2.